# Генрі (округ, Міссурі)
Шаблон:StateAbbr_ 38°23′ пн. ш. 93°47′ зх. д. / 38.39° пн. ш. 93.79° зх. д.
Округ  Генрі (англ. Henry County) — округ (графство) у штаті Міссурі, США. Ідентифікатор округу 29083.

## Історія
Округ утворений 1834 року.

## Демографія
За даними перепису 
2000 року 
загальне населення округу становило 21997 осіб, зокрема міського населення було 11899, а сільського — 10098.
Серед мешканців округу чоловіків було 10744, а жінок — 11253. В окрузі було 9133 домогосподарства, 6245 родин, які мешкали в 10261 будинках.
Середній розмір родини становив 2,86.
Віковий розподіл населення поданий у таблиці:
| Стать    | До 15 років | 15-21 | 22-29 | 30-39 | 40-49 | 50-65 | 65-85 | Понад 85 |
| -------- | ----------- | ----- | ----- | ----- | ----- | ----- | ----- | -------- |
| Чоловіки | 2253        | 996   | 949   | 1438  | 1521  | 1911  | 1521  | 155      |
| Жінки    | 2046        | 960   | 935   | 1423  | 1589  | 1953  | 1941  | 406      |

## Суміжні округи
- Джонсон — північ
- Петтіс — північний схід
- Бентон — схід
- Сент-Клер — південь
- Бейтс — захід
- Кесс — північний захід

## Виноски
1. ↑  U.S. Decennial Census. United States Census Bureau. Архів оригіналу за 26 квітня 2015. Процитовано 16 листопада 2014.
2. ↑  Historical Census Browser. University of Virginia Library. Архів оригіналу за 11 серпня 2012. Процитовано 16 листопада 2014.
3. ↑  Population of Counties by Decennial Census: 1900 to 1990. United States Census Bureau. Архів оригіналу за 3 грудня 2014. Процитовано 16 листопада 2014.
4. ↑  Census 2000 PHC-T-4. Ranking Tables for Counties: 1990 and 2000 (PDF). United States Census Bureau. Архів оригіналу (PDF) за 18 грудня 2014. Процитовано 16 листопада 2014.
5. ↑  State & County QuickFacts. United States Census Bureau. Архів оригіналу за 7 червня 2011. Процитовано 9 вересня 2013.(англ.) Наведено за англійською вікіпедією.
6. ↑  American FactFinder. Бюро перепису населення США. Архів оригіналу за 21 травня 2008. Процитовано 31 січня 2008.

| США | Це незавершена стаття з географії США. Ви можете допомогти проєкту, виправивши або дописавши її. |